# Józef Kut
bł. ks. Józef Kut (ur. 21 stycznia 1905 w Sławinie, zm. 18 września 1942 w Dachau (KL)) – polski duchowny katolicki, błogosławiony Kościoła rzymskokatolickiego.

## Życiorys
Był synem Józefa i Marianny z domu Piaskowskiej. Maturę zdał w 1924 w Gimnazjum Męskim w Ostrowie Wielkopolskim. Studiował w Seminarium Duchownym w Poznaniu i Gnieźnie. Święcenia kapłańskie przyjął 16 czerwca 1929.
Pierwszą pracę duszpasterską podjął w Chodzieży, od 1930 do 1936 był wikariuszem w parafii pod wezwaniem św. Marcina w Poznaniu. W 1936 został proboszcz parafii Gościeszyn.
30 października 1941 roku został aresztowany przez gestapo i przewieziony do niemieckiego obozu koncentracyjnego Dachau. Odmówił wyrzeczenia się posługi kapłańskiej i podpisania niemieckiej listy narodowościowej, rezygnując w ten sposób z możliwości uwolnienia z obozu. Torturowany, zmarł z głodu i chorób w obozie koncentracyjnym, a jego ciało spalono w krematorium.
Został beatyfikowany przez papieża Jana Pawła II w Warszawie 13 czerwca 1999 w gronie 108 męczenników II wojny światowej.
Został uhonorowany m.in. portretem w galerii wykładowców i absolwentów w I Liceum Ogólnokształcącym im. Kompałły i Lipskiego (d. Gimnazjum Męskie). Męczeńską śmierć upamiętnia tablica obok domu rodzinnego ks. Józefa.